# Pierwsze ostrzeżenie
Pierwsze ostrzeżenie (tytuł oryginalny Första varningen) – dramat Augusta Strindberga wydany w 1892 roku.
Komedia w jednym akcie, należy do fazy naturalistycznej twórczości Augusta Strindberga (podobnie jak Koledzy), której mistrzostwo formy idzie w parze z wnikliwością psychologiczną analizy postaci. 
Akcja została umiejscowiona w Niemczech, treścią jest sprzeczka pomiędzy znaną i uwielbianą śpiewaczką i jej mężem.
Pierwsze wydanie polskie: w 1984 roku w przekładzie Zygmunta Łanowskiego.